# Jason Statham
Jason Michael Statham (Derbyshire, 26 de juliol del 1967) és un actor, productor de cinema, artista marcial i ex model britànic. És sobretot famós per al seu paper de Frank Martin en la trilogia de les pel·lícules d'acció The Transporter així com per a les seves nombroses col·laboracions amb Guy Ritchie.

## Biografia
Abans de començar la seva carrera d'actor Jason va formar part de l'equip de salts de la Gran Bretanya (British Diving Squad) i va estar classificat dotzè als campionats del món de natació de 1992 Va tenir un primer càsting als 12 anys però va ser rebutjat. Jason va tenir el seu primer paper perquè coneixia la dona d'un inversor que el va presentar a Guy Ritchie, que cercava actors per a la seva pel·lícula Lock, Stock and Two Smoking Barrels.
Després d'aquesta primera pel·lícula, l'actor s'encamina cap al cinema. Tornarà amb Guy Ritchie dos anys després per a Snatch (porcs i diamants)  i cinc anys més tard per a Revolver.
Però és amb el seu paper principal a The Transporter que es fa mundialment famós.
Aleshores va participar en pel·lícules d'acció com The One , on treballa al costat de Jet Li (que retrobarà a War o The Expendables), Cellular, Chaos i Hyper Tension 2 així com en comèdies com The Pink Panther (on no surt als crèdits).
El 2008 va abandonar un temps les pel·lícules d'acció per rodar The Bank Job, de Roger Donaldson, pel·lícula policíaca sobre un robatori a un banc segons una història real. Va rodar igualment Death Race, remake de la pel·lícula Death Race 2000, que posava en escena David Carradine i Sylvester Stallone.
El 2008 protagonitzà la tercera part de la pel·lícula a Transporter 3 on torna a fer el paper de Frank Martin.
El seu actor favorit és Sylvester Stallone amb qui ha interpretat el 2010 en Els mercenaris i en les seves posteriors seqüeles

## Vida privada
Del 1997 al 2004 va tenir una relació amb la model Kelly Brook. A partir del 2010 va començar a sortir amb Rosie Huntington-Whiteley, una supermodel i actriu britànica, amb qui es va comprometre oficialment el gener del 2016. La parella té un fill, Jack Oscar, nascut el 24 de juny de 2017. La segona filla de la parella, Isabella James, va néixer el 2 de febrer de 2022.

## Filmografia
- Lock, Stock and Two Smoking Barrels (1998)
- Turn It Up (2000)
- Snatch (2000)
- Mean Machine (2001)
- L'únic (2001)
- Fantasmes de Mart (Ghosts of Mars) (2001)
- The Transporter (2002)
- The Italian Job (2003)
- Cellular (2004)
- Collateral (2004) (cameo)
- London (2005)
- Transporter 2 (2005)
- Revolver (2005)
- Crank (2006)
- The Pink Panther (2006)
- Chaos (2006)
- War (2007)
- Transporter 3 (2008)
- Death race (2008)
- The Bank Job (2008)
- Crank 2: High Voltage (2009)
- In the Name of the King: A Dungeon Siege Tale (2009)
- The Expendables (2010, postproducció)
- 13 (2010)
- Crank 3 (2011, postproducció)
- The Mechanic (2011)
- Safe (2012)
- The Expendables II (2012)
- Parker (2013)
- Hummingbird (2013)
- Fast and Furious 6 (2013)
- The Expendables III (2014)
- Wild Card (2015)
- Furious 7 (2015)
- The Fate of the Furious (2017)
- The Meg (2018)
- Fast & Furious Presents: Hobbs & Shaw (2019)
- Wrath of Man (2021)
- F9 (2021)